# Nookat
Nookat (kirg.: Ноокат) – miasto w południowo-zachodnim Kirgistanie, w obwodzie oszyńskim, ośrodek administracyjny rejonu Nookat. W 2009 roku liczyło 14,3 tys. mieszkańców.